# Paolo Mencacci
Paolo Mencacci (Roma, 1828 – Roma, 29 marzo 1897) è stato un giornalista, scrittore e attivista italiano.
Cattolico devoto, fu uno degli intellettuali più attivi nel panorama romano nel contrastare, sul piano culturale, l’influenza delle autorità italiane su quelle pontificie, sia prima che dopo la presa di Roma.
Nel 1864 fondò e diresse il giornale “Divin Salvatore”, in cui sostenne posizioni antigaribaldine e posizioni legittimiste inerenti a Papa Pio IX.
Nel 1869 fondò con Domenico Maria Jacobini e un gruppo di giovani dell'alta borghesia e della nobiltà romana (Pietro Aldobrandini, Attilio Ambrosini, Francesco Bersani, Giacomo Bersani, Camillo Boreani, Bartolomeo Grassi, Filippo Lancellotti, Gaetano Giulio Lepri, Tommaso Marola, Alfonso Malvezzi, Carlo Santucci) il Circolo San Pietro, associazione caritatevole a orientamento cattolico tuttora attiva, di cui fu presidente.
Tra le sue pubblicazioni: Alcune memorie sull'imagine Acheropita del SS. Salvatore di Sancta Sanctorum, 1863;
La Mano di Dio nell'ultima invasione contro Roma, 1869; San Gregorio VII - Cenni Storici, 1874; I papi ei persecutori: cenni storici, 1877; Memorie documentate per la storia della rivoluzione italiana, 1879.